# 1. Strafsenat des Bundesgerichtshofes

1. Strafsenat des BGH mit den dazugehörigen Oberlandesgerichten:
Karlsruhe
Stuttgart
München

Der 1. Strafsenat des Bundesgerichtshofs ist als einer von derzeit sechs Strafsenaten des BGH ein Spruchkörper des obersten deutschen Gerichtshofs der ordentlichen Gerichtsbarkeit.

## Errichtung
Der 1. Strafsenat besteht seit der Gründung des Bundesgerichtshofs am 1. Oktober 1950.

## Besetzung
Der Senat ist derzeit (Stand: März 2024) wie folgt besetzt:
- Vorsitzender: Markus Jäger
- Stellvertretende Vorsitzende: Renate Fischer
- Beisitzer: Renate Wimmer, Wolfgang Bär, Claas Leplow, Angelika Allgayer, Stephanie Munk, Michaela Welnhofer-Zeitler.

## Vorsitzende
| Nr. | Name (Lebensdaten)                  | Beginn der Amtszeit | Ende der Amtszeit  |
| --- | ----------------------------------- | ------------------- | ------------------ |
| 1   | Hans Richter (1885–1954)            | 2. Oktober 1950     | 31. Dezember 1952  |
| 2   | Max Hörchner (1899–1957)            | 22. Januar 1953     | 12. Juli 1957      |
| 3   | Friedrich-Wilhelm Geier (1903–1965) | 1958                | 13. April 1965     |
| 4   | Engelbert Hübner (1902–1985)        | 30. Juli 1965       | 31. Dezember 1969  |
| 5   | Gerd Pfeiffer (1919–2007)           | 5. März 1970        | 30. September 1977 |
| 6   | Christian Mayr (* 1911)             | 1978                | 31. Januar 1979    |
| 7   | Heinz Pikart (1914–1997)            | 13. Februar 1979    | 31. März 1982      |
| 8   | Gerhard Herdegen (1926–2014)        | 1. April 1982       | 1985               |
| 9   | Horst Schauenburg (* 1925)          | 2. Mai 1985         | 28. Februar 1991   |
| 10  | Günter Gribbohm (* 1932)            | 1. März 1991        | 31. Dezember 1995  |
| 11  | Gerhard Schäfer (* 1937)            | 20. August 1996     | 31. Oktober 2002   |
| 12  | Armin Nack (* 1948)                 | 1. November 2002    | 30. April 2013     |
| 13  | Rolf Raum (* 1956)                  | 1. Juli 2013        | 30. Juni 2022      |
| 13  | Markus Jäger (* 1966)               | 13. Januar 2023     |                    |

## Zuständigkeit
Der Geschäftsverteilungsplan des Bundesgerichtshofs regelt die Zuständigkeit der Strafsenate derart, dass jeder Senat für Revisionen aus dem Bezirk bestimmter Oberlandesgerichte zuständig ist und darüber hinaus sogenannte Spezialzuständigkeiten wahrnimmt. Gegenwärtig (Stand 2024) sind dem 1. Strafsenat folgende Aufgaben zugewiesen:
1. Die Revisionen in Strafsachen für die Bezirke der Oberlandesgerichte München, Stuttgart und Karlsruhe;
2. die Revisionen in Militärstrafsachen (zweiter Teil des Wehrstrafgesetzes i. d. F. vom 24. Mai 1974 - BGBl. I S. 1213);
3. die Revisionen in Strafsachen wegen Vergehen gegen die Landesverteidigung (§§ 109 bis 109 k StGB), soweit nicht der 3. Strafsenat dafür zuständig ist;
4. die Entscheidungen nach § 138 c Abs. 1 Satz 3 StPO für den Fall, dass das Verfahren vor dem generell zuständigen 2. Strafsenat anhängig ist;
5. die Revisionen in Steuer- und Zollstrafsachen; dies gilt nicht, wenn dieselbe Handlung eine Straftat nach dem Betäubungsmittelgesetz darstellt;
6. die Entscheidungen des Bundesgerichtshofs als gemeinschaftliches oberes Gericht (z. B. §§ 12 ff StPO, § 42 Abs. 3 JGG) und in den Fällen des § 13a StPO, soweit es sich um Strafsachen handelt, für die nach Nr. 5 die Zuständigkeit des 1. Strafsenats begründet ist.

## Entscheidungen
Als erster Strafsenat hatte sich der 1. Strafsenat mit einem Fall der nachträglichen Sicherungsverwahrung (§ 66b StGB) zu befassen. Mit Urteil vom 11. Mai 2005 hob der Senat eine Entscheidung des Landgerichts Bayreuth vom 15. Oktober 2004 auf. Der Senat stellte hierbei klar, dass für die Anordnung der nachträglichen Sicherungsverwahrung über die Gefährlichkeit des Verurteilten hinaus, konkrete, diese Gefährlichkeit begründende, Tatsachen vorliegen müssen, die sich erst nach der Verurteilung ergeben haben.
Zu Beginn des Jahres 2009 hat der 1. Strafsenat in seiner Zuständigkeit für Militärstrafsachen auf die Revision der Staatsanwaltschaft die Urteile des Landgerichts Münster gegen Bundeswehrangehörige wegen Misshandlungen von Rekruten aufgehoben und zur Neuverhandlung zurückverwiesen. Dabei waren Unteroffiziere teilweise freigesprochen worden. Der Strafsenat hatte demgegenüber bemängelt, dass die Feststellungen des Landgerichts und die daraus gezogenen Schlüsse im Rahmen der Beweiswürdigung nicht fehlerfrei gewesen seien.

## Kritik
Der 1. Strafsenat stand in der Vergangenheit unter der Leitung von Armin Nack in der Kritik, überdurchschnittlich viele Revisionen durch Beschluss nach § 349 Abs. 2 StPO als offensichtlich unbegründet zu verwerfen; waren bei den anderen Senaten ca. 35–40 % aller mit einer Begründung versehenen Revisionen für den Angeklagten überwiegend erfolgreich, so waren es beim 1. Senat zwischen 2005 und 2010 nur 14,5 %. Die Praxis, möglichst viele Urteile zu „halten“ und nicht aufzuheben, brachte dem Senat auch den spöttischen Namen „Olli-Kahn-Senat“ nach dem ehemaligen Nationaltorwart Oliver Kahn ein.